# ヴィルヘルム8世 (ヘッセン＝カッセル方伯)
ヴィルヘルム8世（Wilhelm VIII., 1682年3月10日 - 1760年2月1日）は、ヘッセン＝カッセル方伯（在位：1751年 - 1760年）。

## 生涯
ヘッセン＝カッセル方伯カールとその妻であったクールラント公ヤーコプ・ケトラーの娘マリー・アマーリエ（1653年 - 1711年）の次男で、フリードリヒ1世（スウェーデン王フレドリク1世）の弟。カッセルで生まれた。
1730年に父カールの死去によって兄フリードリヒ1世がヘッセン＝カッセル方伯となるが、フリードリヒ1世は妻ウルリカ・エレオノーラの退位後にスウェーデン王となっていたため、ヴィルヘルムが摂政としてヘッセン＝カッセル方伯領の政務を執った。そして、1751年にフリードリヒ1世が嗣子なくして死去したのを受けて、ヘッセン＝カッセル方伯を継いだ。
1760年、リンテルン（現ニーダーザクセン州シャウムブルク郡）で死去した。ヴィルヘルム8世はザクセン＝ツァイツ公モーリッツ・ヴィルヘルムの娘ドロテア・ヴィルヘルミーネ（1691年 - 1743年）と結婚しており、彼女との間の息子フリードリヒ2世が方伯位を継いだ。

## 子女
- カール（1718年8月21日 - 1719年10月17日）
- フリードリヒ2世（1720年 - 1785年） - ヘッセン＝カッセル方伯
- マリア・アマリア（1721年7月7日 - 1744年11月19日）

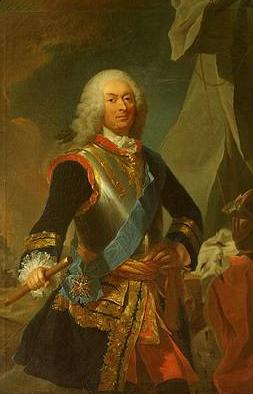
ヴィルヘルム8世